# Eredivisie 2014/15/Transfers winter
Dit is een lijst van transfers uit de Nederlandse Eredivisie in de winter in het seizoen 2014/15. Hierin staan alleen transfers die clubs uit de Eredivisie hebben voltooid.
De transferperiode duurt van 5 januari tot en met 2 februari 2015. Deals mogen op elk moment van het jaar gesloten worden, maar de transfers zelf mogen pas in de transferperiodes plaatsvinden. Transfervrije spelers mogen op elk moment van het jaar gestrikt worden.

## ADO Den Haag

### In
| Naam                | Nationaliteit | Oude club         | Extra   |
| ------------------- | ------------- | ----------------- | ------- |
| Wilson Eduardo      | Portugal      | Sporting Portugal | Gehuurd |
| Oleksandr Jakovenko | Oekraïne      | ACF Fiorentina    | Gehuurd |

### Uit
| Naam       | Nationaliteit | Oude club    | Nieuwe club     | Extra                          |
| ---------- | ------------- | ------------ | --------------- | ------------------------------ |
| Sem de Wit | Nederland     | FC Dordrecht | Fortuna Sittard | Doorverhuurd door ADO Den Haag |

## Ajax

### In
| Naam             | Nationaliteit | Oude club     | Extra |
| ---------------- | ------------- | ------------- | ----- |
| Andrey Onana     | Kameroen      | FC Barcelona  |       |
| Daley Sinkgraven | Nederland     | sc Heerenveen |       |

### Uit
| Naam                | Nationaliteit | Nieuwe club   | Extra        |
| ------------------- | ------------- | ------------- | ------------ |
| Sheraldo Becker     | Nederland     | PEC Zwolle    | Verhuurd     |
| Stefano Denswil     | Nederland     | Club Brugge   | Transfervrij |
| Lerin Duarte        | Nederland     | sc Heerenveen | Verhuurd     |
| Robert van Koesveld | Nederland     | sc Heerenveen |              |
| Ruben Ligeon        | Nederland     | NAC Breda     | Verhuurd     |
| Tobias Sana         | Zweden        | Malmö FF      | –            |

## AZ

### Uit
| Naam              | Nationaliteit | Nieuwe club      | Extra    |
| ----------------- | ------------- | ---------------- | -------- |
| Eli Babalj        | Australië     | PEC Zwolle       | Verhuurd |
| Raymond Gyasi     | Nederland     | Roda JC Kerkrade | Verhuurd |
| Dirk Marcellis    | Nederland     | NAC Breda        |          |
| Mikhail Rosheuvel | Nederland     | SC Cambuur       |          |

## SC Cambuur

### In
| Naam              | Nationaliteit | Oude club          | Extra   |
| ----------------- | ------------- | ------------------ | ------- |
| Sinan Bytyqi      | Oostenrijk    | Manchester City FC | Gehuurd |
| Mikhail Rosheuvel | Nederland     | AZ                 |         |

### Uit
| Naam            | Nationaliteit | Nieuwe club    | Extra                              |
| --------------- | ------------- | -------------- | ---------------------------------- |
| Albert Rusnák   | Slowakije     | FC Groningen   | Was gehuurd van Manchester City FC |
| Oebele Schokker | Nederland     | Harkemase Boys | Transfervrij                       |

## FC Dordrecht

### In
| Naam                 | Nationaliteit | Oude club    | Extra                                      |
| -------------------- | ------------- | ------------ | ------------------------------------------ |
| Sean Klaiber         | Nederland     | FC Dordrecht | Gehuurd                                    |
| Fernando Lewis       | Nederland     | AZ           | Gehuurd (Was verhuurd aan Go Ahead Eagles) |
| Andwelé Slory        | Nederland     | Clubloos     | Transfervrij                               |
| Matthew Steenvoorden | Nederland     | Feyenoord    | Gehuurd                                    |

### Uit
| Naam             | Nationaliteit | Nieuwe club     | Extra                           |
| ---------------- | ------------- | --------------- | ------------------------------- |
| Erixon Danso     | Nederland     | onbekend        | Transfervrij                    |
| Mohamed Hamdaoui | Nederland     | SBV Vitesse     | Gehuurd                         |
| Ryan Koolwijk    | Suriname      | AS Trenčín      | Transfervrij                    |
| Javier Vet       | Nederland     | onbekend        |                                 |
| Nando Wormgoor   | Nederland     | RKC Waalwijk    | Gehuurd                         |
| Sem de Wit       | Nederland     | Fortuna Sittard | (Was verhuurd van ADO Den Haag) |

## SBV Excelsior

### In
| Naam           | Nationaliteit | Oude club  | Extra |
| -------------- | ------------- | ---------- | ----- |
| Cedric Badjeck | Nederland     | FC Utrecht |       |

## Feyenoord

### Uit
| Naam                 | Nationaliteit | Nieuwe club     | Extra.       |
| -------------------- | ------------- | --------------- | ------------ |
| Ruben Schaken        | Nederland     | FK Inter Bakoe  | Transfervrij |
| Matthew Steenvoorden | Nederland     | FC Dordrecht    | Verhuurd     |
| Wesley Verhoek       | Nederland     | Go Ahead Eagles | Verhuurd     |

## Go Ahead Eagles

### In
| Naam            | Nationaliteit | Oude club         | Extra        |
| --------------- | ------------- | ----------------- | ------------ |
| Glynor Plet     | Nederland     | SV Zulte Waregem  | Gehuurd      |
| Maurits Schmitz | Nederland     | AFC Ajax zaterdag | Transfervrij |
| Wesley Verhoek  | Nederland     | Go Ahead Eagles   | Gehuurd      |

### Uit
| Naam           | Nationaliteit | Nieuwe club  | Extra              |
| -------------- | ------------- | ------------ | ------------------ |
| Teije ten Den  | Nederland     | FC Oss       | Verhuurd           |
| Fernando Lewis | Nederland     | FC Dordrecht | Was gehuurd van AZ |
| Ruben Lucas    | Nederland     | TVC '28      | Transfervrij       |

## FC Groningen

### In
| Naam               | Nationaliteit | Oude club          | Extra                         |
| ------------------ | ------------- | ------------------ | ----------------------------- |
| Albert Rusnák      | Tsjechië      | Manchester City FC | (Was verhuurd aan SC Cambuur) |
| Stefan van der Lei | Nederland     | FC Emmen           | Terug van verhuur             |
| Simon Tibbling     | Zweden        | Djurgårdens IF     |                               |

### Uit
| Naam           | Nationaliteit | Nieuwe club            | Extra    |
| -------------- | ------------- | ---------------------- | -------- |
| Henk Bos       | Nederland     | FC Emmen               | Verhuurd |
| Arjen Hagenauw | Nederland     | FC Emmen               | Verhuurd |
| Género Zeefuik | Nederland     | Heart of Midlothian FC | Verhuurd |

## sc Heerenveen

### In
| Naam                | Nationaliteit | Oude club    | Extra        |
| ------------------- | ------------- | ------------ | ------------ |
| Lerin Duarte        | Nederland     | AFC Ajax     | Gehuurd      |
| Robert van Koesveld | Nederland     | AFC Ajax     |              |
| Younes Namli        | Denemarken    | Akademisk BK |              |
| Simon Thern         | Zweden        | Malmö FF     | Transfervrij |
| Henk Veerman        | Nederland     | FC Volendam  |              |

### Uit
| Naam                | Nationaliteit | Nieuwe club    | Extra    |
| ------------------- | ------------- | -------------- | -------- |
| Thomas Dalgaard     | Denemarken    | Odense BK      | Verhuurd |
| Pascal Huser        | Nederland     | MVV Maastricht | Verhuurd |
| Jukka Raitala       | Finland       | Clubloos       |          |
| Daley Sinkgraven    | Nederland     | AFC Ajax       |          |
| Jens Jurn Streutker | Nederland     | MVV Maastricht | Verhuurd |

## Heracles Almelo

### In
| Naam            | Nationaliteit | Oude club     | Extra   |
| --------------- | ------------- | ------------- | ------- |
| Tim Breukers    | Nederland     | FC Twente     | Gehuurd |
| Brahim Darri    | Nederland     | SBV Vitesse   |         |
| Joonas Vanhanen | Finland       | IFK Mariehamn |         |

### Uit
| Naam                 | Nationaliteit | Nieuwe club      | Extra        |
| -------------------- | ------------- | ---------------- | ------------ |
| Edwin Gyasi          | Nederland     | Roda JC Kerkrade |              |
| Aleksei Kangaskolkka | Finland       | IFK Mariehamn    | Transfervrij |
| Dragan Paljić        | Duitsland     | Perth Glory      | Transfervrij |

## NAC Breda

### In
| Naam                   | Nationaliteit | Oude club      | Extra        |
| ---------------------- | ------------- | -------------- | ------------ |
| Hakim Borahsasar       | België        | Club Brugge    |              |
| Guyon Fernandez        | Nederland     | Clubloos       |              |
| Menno Koch             | Nederland     | PSV            | Gehuurd      |
| Ruben Ligeon           | Nederland     | AFC Ajax       | Gehuurd      |
| Dirk Marcellis         | Nederland     | AZ             | Transfervrij |
| Divine Naah            | Ghana         | AFC Ajax       | Gehuurd      |
| Felitciano Zschusschen | Nederland     | Jong FC Twente | Gehuurd      |

### Uit
| Naam               | Nationaliteit | Nieuwe club       | Extra                        |
| ------------------ | ------------- | ----------------- | ---------------------------- |
| Kingsley Boateng   | Italië        | AS Bari           | Transfervrij                 |
| Mounir El Allouchi | Nederland     | Helmond Sport     | Verhuurd                     |
| Elson Hooi         | Nederland     | Viborg FF         | Gehuurd                      |
| Stipe Perica       | Kroatië       | Udinese           | Doorverhuurd door Chelsea FC |
| Isak Ssewankambo   | Zweden        | Derby County FC   | Transfervrij                 |
| Vinnie Vermeer     | Nederland     | Deportivo Azogues |                              |

## PEC Zwolle

### In
| Naam               | Nationaliteit | Oude club      | Extra                      |
| ------------------ | ------------- | -------------- | -------------------------- |
| Eli Babalj         | Australië     | AZ             | Gehuurd met optie tot koop |
| Sheraldo Becker    | Nederland     | AFC Ajax       | Gehuurd                    |
| Aleksandar Bjelica | Nederland     | Clubloos       | Transfervrij               |
| Tomáš Necid        | Tsjechië      | FK CSKA Moskou |                            |

### Uit
| Naam               | Nationaliteit | Nieuwe club        | Extra             |
| ------------------ | ------------- | ------------------ | ----------------- |
| Nikolaos Ioannidis | Griekenland   | Olympiakos Piraeus | Terug van verhuur |
| Leroy Labylle      | België        | MVV Maastricht     | Verhuurd          |

## PSV

### In
| Naam              | Nationaliteit | Oude club     | Extra                      |
| ----------------- | ------------- | ------------- | -------------------------- |
| François Marquet  | België        | Standard Luik | Gehuurd met optie tot koop |
| Gianluca Scamacca | Italië        | AS Roma       |                            |
| Erik Quekel       | Nederland     | VVV-Venlo     | Gehuurd                    |
| Danny Wintjens    | Nederland     | FC Den Bosch  | Gehuurd                    |

### Uit
| Naam       | Nationaliteit | Nieuwe club | Extra    |
| ---------- | ------------- | ----------- | -------- |
| Menno Koch | Nederland     | NAC Breda   | Verhuurd |

## FC Twente

### In
| Naam         | Nationaliteit | Oude club     | Extra             |
| ------------ | ------------- | ------------- | ----------------- |
| Chris David  | Nederland     | Fulham FC     | Gehuurd           |
| Tim Hölscher | Duitsland     | Chemnitzer FC | Terug van verhuur |

### Uit
| Naam                   | Nationaliteit | Nieuwe club     | Extra    |
| ---------------------- | ------------- | --------------- | -------- |
| Tim Breukers           | Nederland     | Heracles Almelo | Verhuurd |
| Felitciano Zschusschen | Nederland     | NAC Breda       | Verhuurd |

## FC Utrecht

### In
| Naam             | Nationaliteit | Oude club  | Extra                      |
| ---------------- | ------------- | ---------- | -------------------------- |
| Sébastien Haller | Frankrijk     | AJ Auxerre | Gehuurd met optie tot koop |

### Uit
| Naam             | Nationaliteit | Nieuwe club  | Extra    |
| ---------------- | ------------- | ------------ | -------- |
| Sean Klaiber     | Nederland     | FC Dordrecht | Verhuurd |
| Sean Klaiber     | Nederland     | FC Dordrecht | Gehuurd  |
| Fernando Quesada | Spanje        | Achilles '29 | Verhuurd |

## Vitesse

### In
| Naam             | Nationaliteit | Oude club        | Extra             |
| ---------------- | ------------- | ---------------- | ----------------- |
| Alvin Fortes     | Nederland     | RKC Waalwijk     | Transfervrij      |
| Mohamed Hamdaoui | Nederland     | FC Dordrecht     | Terug van verhuur |
| Arsjak Korjan    | Rusland       | Lokomotiv Moskou |                   |

### Uit
| Naam         | Nationaliteit | Nieuwe club     | Extra |
| ------------ | ------------- | --------------- | ----- |
| Brahim Darri | Nederland     | Heracles Almelo |       |

## Willem II

### In
| Naam          | Nationaliteit | Oude club | Extra             |
| ------------- | ------------- | --------- | ----------------- |
| Renan Zanelli | Brazilië      | FC Oss    | Terug van verhuur |

### Uit
| Naam              | Nationaliteit | Nieuwe club | Extra       |
| ----------------- | ------------- | ----------- | ----------- |
| Fabian Sporkslede | Nederland     | AFC Ajax    | Was gehuurd |

2007/08 (zomer · winter) · 
2008/09 (zomer · winter) · 
2009/10 (zomer · winter) · 
2010/11 (zomer · winter) · 
2011/12 (zomer · winter) · 
2012/13 (zomer · winter) · 
2013/14 (zomer · winter) · 
2014/15 (zomer · winter) · 
2015/16 (zomer · winter) · 
2016/17 (zomer · winter) ·
2017/18 (zomer · winter) ·
2018/19 (zomer · winter) ·
2019/20 (zomer · winter) ·
2020/21 (zomer · winter) ·
2021/22 (zomer · winter) ·
2022/23 (zomer · winter) ·
2023/24 (zomer · winter) ·
2024/25 (zomer · winter) ·